# Carpheria aroa
Carpheria aroa là một loài bướm đêm trong họ Noctuidae. Loài này được Bethune-Baker miêu tả khoa học lần đầu tiên năm 1906.